# ثيبيليس
تبيليس (باللاتينية: Tibilis) هي مدينة نوميدية في بلدية سيلاوة عنونة، منطقة ڤالمة، في شمال شرق الجزائر الحالية، وقد كانت مستوطنة رومانية ثم بيزنطية قوية. اعتمدت المدينة على مستعمرة سيرتا الرومانية الواقعة على بعد 57 كلم في الشمال الغربي، ثم أصبحت بلدية مستقلة.

## تاريخ
قدمت النقوش اللاتينية العديدة المكتشفة في موقع تبيليس دلائل حول القوانين وقضاة هذه المدينة: خلال فترة الإمبراطورية العليا، كانت تبيليس في المقام الأول عبارة عن باغوس (منطقة قروية) مكنها الاتحاد القيرتي الذي وحد سيرتا، روسيكاد، تشولو وميليف من الاستفادة من حكم ذاتي معين، تدار المدينة من قبل اثنين من القضاة بتفويض سنوي، يساعدهم واحد أو اثنان من أعضاء مجلس المدينة.
خلال عهدي أنطونيوس بيوس وماركوس أوريليوس، وصل أعيان تبيليس إلى أعلى المناصب في الإدارة الإمبراطورية، كوينتوس أنيستيوس أدفينتوس أكويلينوس بوستوموس، الذي عين كقنصل حوالي العام 167، ثم ابنه لوسيوس أنتيستيوس بوروس، نسيب الإمبراطور ماركوس أوريليوس وقنصل في عام 181.
أصبحت تيبليس بلدية برئاسة قاضيين تاريخ هذا الحدث غير محدد، ربما بين العام 260 (آخر رئيس معروف بواسطة نقش) والعام 268 (أول قاضي معروف)، وهو ما يتوافق مع الفترة المقدرة لانحلال الاتحاد القيرطي.
يمارس الكهنة الديانة المحلية: كاهن أغسطس للعبادة الإمبراطورية، وكاهن عام لتبيليس وكاهن زحل، والذي يمكن أن يكون رجلاً أو امرأة. كانت الكهنوت والقضاة جزءًا من المناصب الفخرية للنخبة المحلية.
يذهب القضاة في الربيع إلى مغارة في جبل الطاية على بعد حوالي ثلاثين كيلومترًا من تيبليس لعبادة إله محلي، باكاكس، حيث بنقشون على جدران الكهف نقشًا يفصل زيارتهم.
تظهر ديانة أخرى في تبليس من خلال نقشين غير مؤرخين، عبادة كوبيلي.

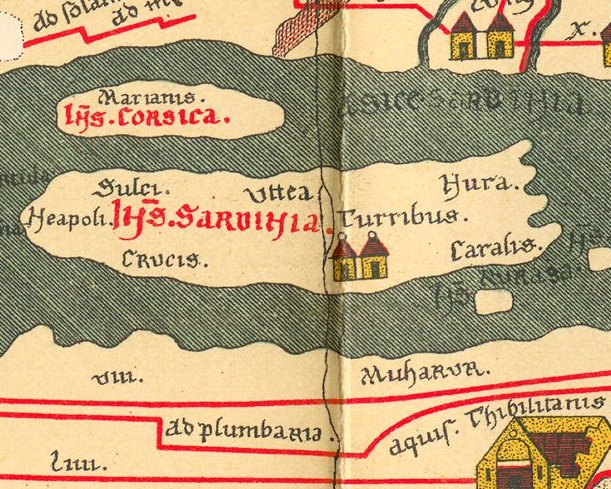
خريطة رمانية للمنطقة في الأسفل يظهر حمام المسخوطين

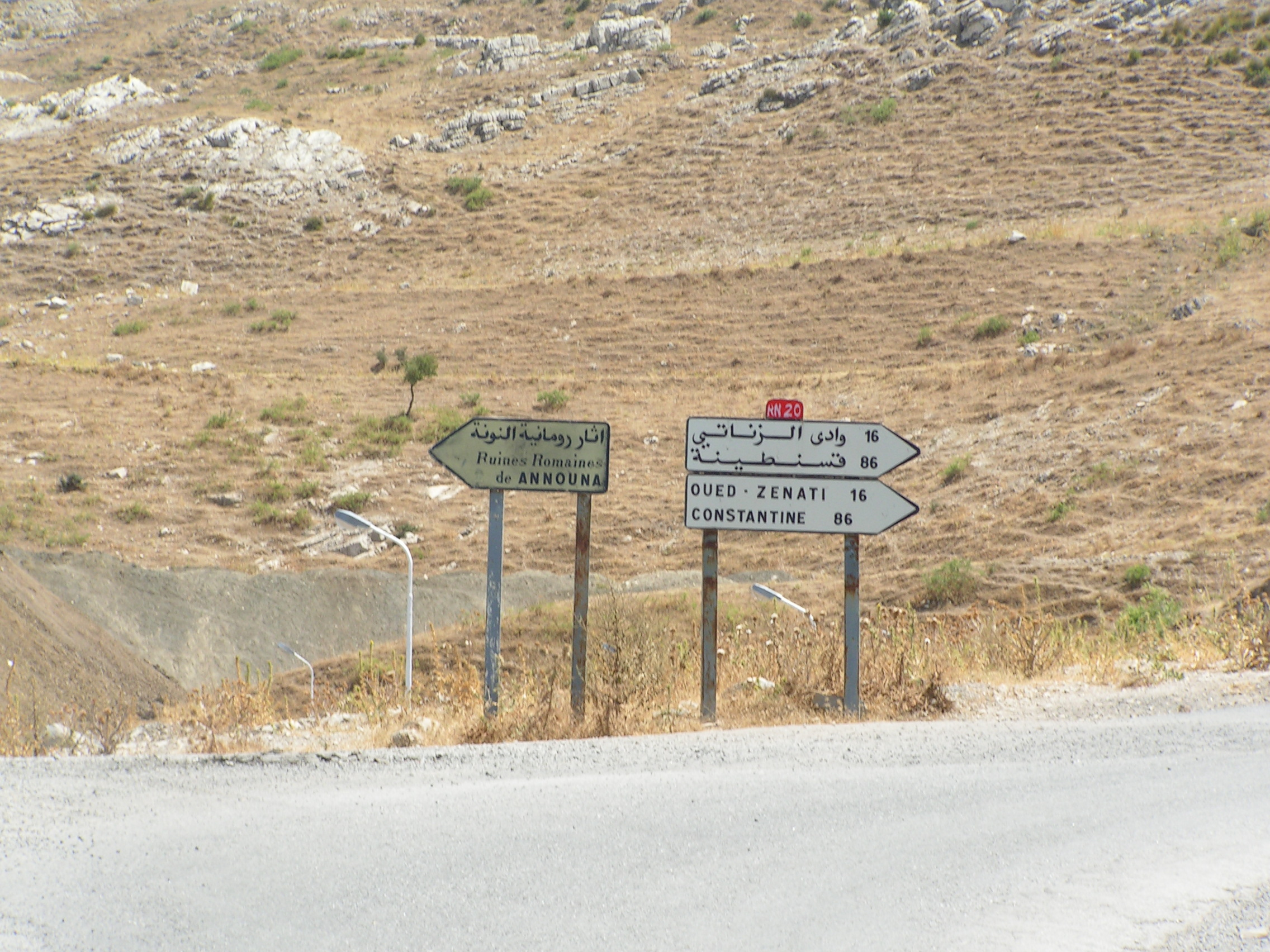
الطريق إلى تبيليس

## الاكتشافات الأثرية
الحفريات التي قام بها تشارلز ألبرت جولي في بداية العشرين القرن قد اكتشفت العديد من المباني مثل: دار صغيرة لندوة، معبد، مبنى يمكن أن يكون بازيليك، سوق صغير، كنيستين مسيحيتين، إحداهما بها معمودية محفوظة جيدًا، وأخيراً عدد قليل من المنازل، أحدها ينتمي إلى عائلة مهمة، النظام الطبقي، تم تحديده بواسطة العديد من النقوش اللاتينية الموجودة في الموقع. حصل بعض نبلاء تبيليس على رتبة أعضاء مجلس الشيوخ ومارسوا القنصلية حوالي العام 167 مع انتيستيوس ادفنتوس والعام 181 مع لوسيوس أنتيستيوس بوروس.

## ألبوم الصور

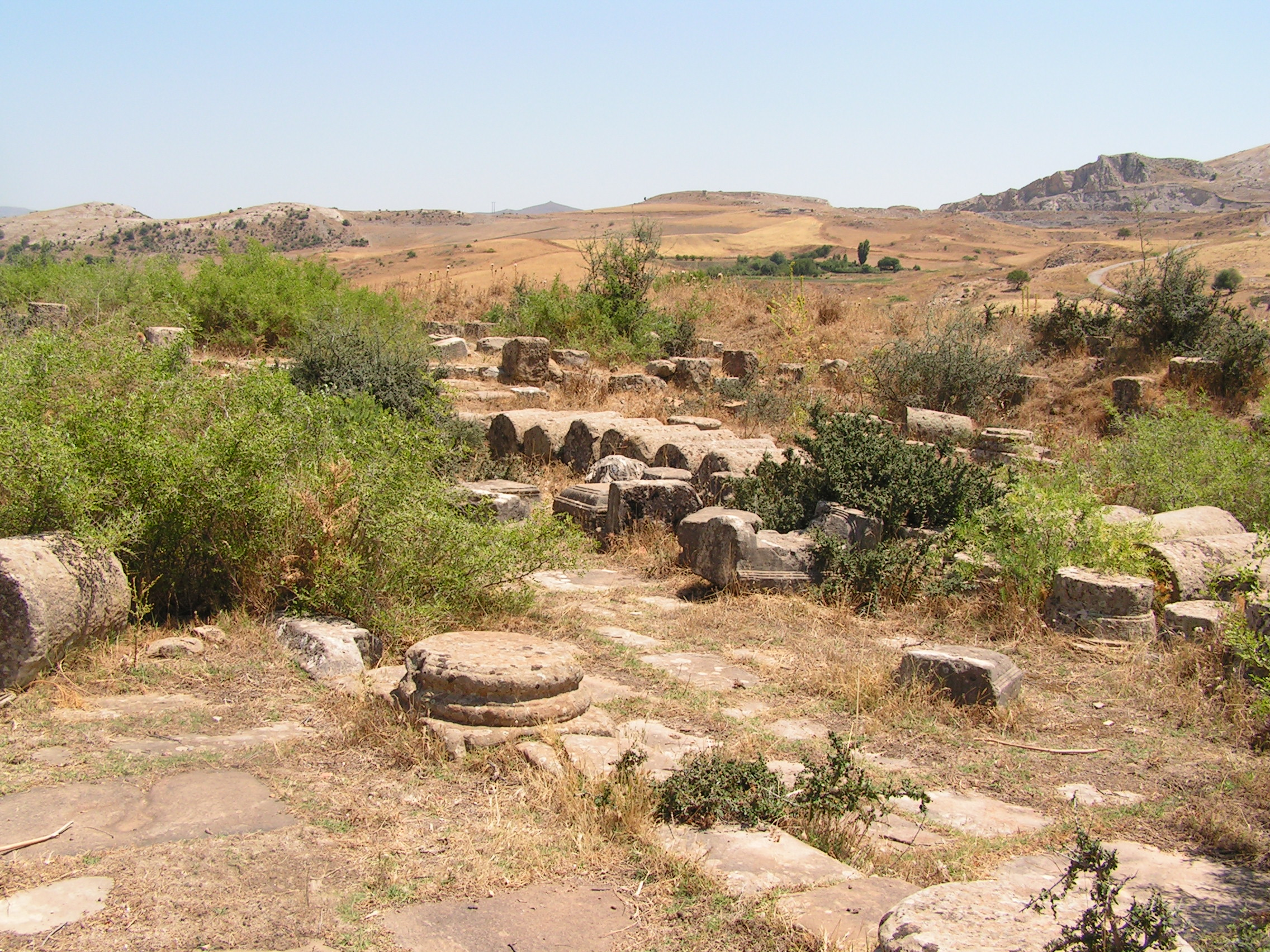
ثيبيليس
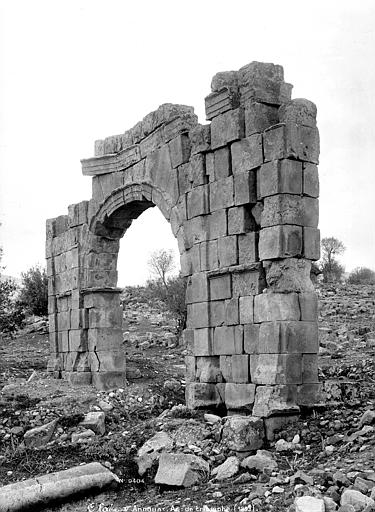
قوس النصر في ثيبيليس
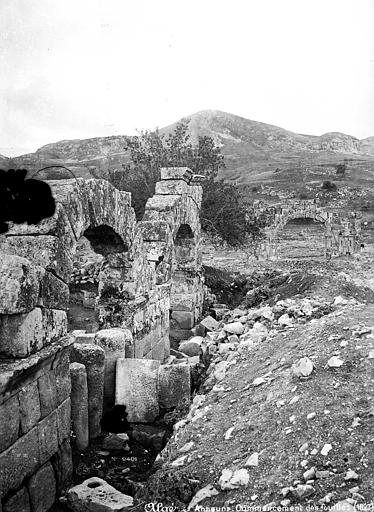
آثار حطام ثيبيليس
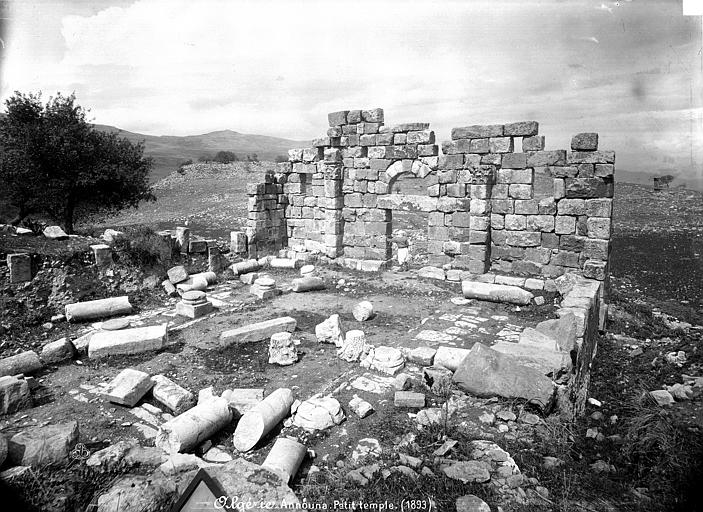
ثيبيليس
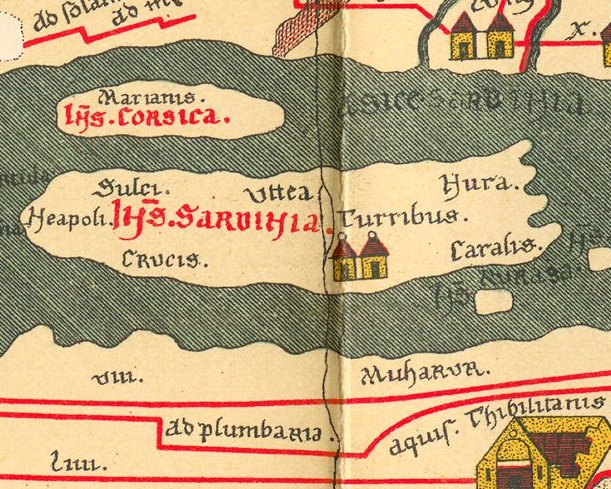
ثيبيليس.

### مقالات ذات صلة
- الإمبراطورية الرومانية
- الإمبراطورية البيزنطية

### روابط خارجية
- تبيليس - معلومات وصور نسخة محفوظة 22 أكتوبر 2017 على موقع واي باك مشين.
- موقع تيبليس - منطقة قالمة

## فهرس
- Dupuis، Xavier (1992). "Constructions publiques et vie municipale en Afrique de 244 à 276". Mélanges de l'Ecole française de Rome. Antiquité. ج. 104 ع. 1: 233-280. مؤرشف من الأصل في 2015-09-24. Dupuis، Xavier (1992). "Constructions publiques et vie municipale en Afrique de 244 à 276". Mélanges de l'Ecole française de Rome. Antiquité. ج. 104 ع. 1: 233-280. مؤرشف من الأصل في 2015-09-24. Dupuis، Xavier (1992). "Constructions publiques et vie municipale en Afrique de 244 à 276". Mélanges de l'Ecole française de Rome. Antiquité. ج. 104 ع. 1: 233-280. مؤرشف من الأصل في 2015-09-24.
- Gascou، Jacques (1983). "Pagus et castellum dans la Confédération Cirtéenne". Antiquités africaines ع. 19: 175-207. مؤرشف من الأصل في 2015-09-24. Gascou، Jacques (1983). "Pagus et castellum dans la Confédération Cirtéenne". Antiquités africaines ع. 19: 175-207. مؤرشف من الأصل في 2015-09-24. Gascou، Jacques (1983). "Pagus et castellum dans la Confédération Cirtéenne". Antiquités africaines ع. 19: 175-207. مؤرشف من الأصل في 2015-09-24.
- ستيفان جسيل وشارل ألبرت جولي، خميسة، مدوروش، عنونة، الجزائر العاصمة، 1918